# Proclamation présidentielle (États-Unis)

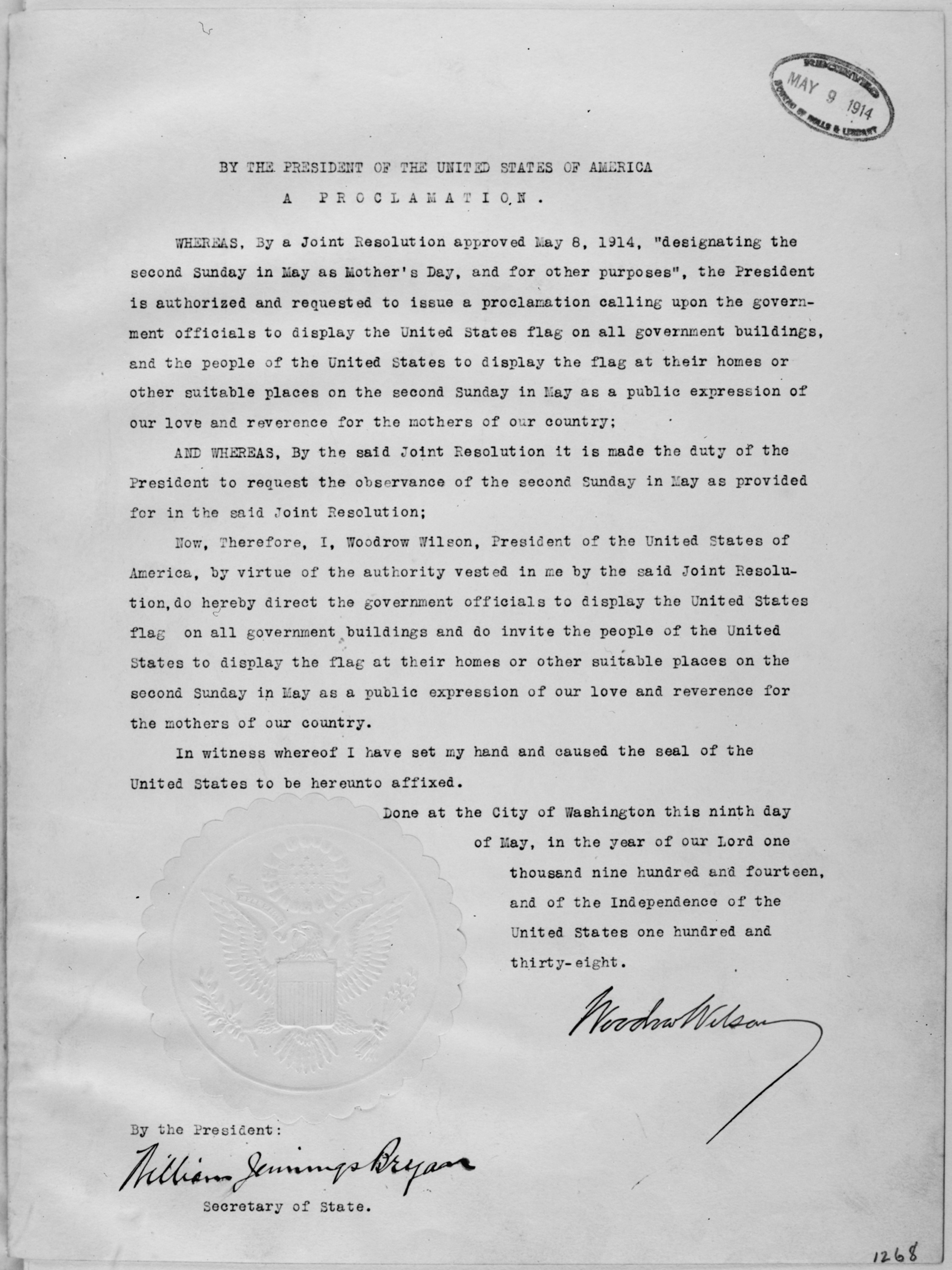
Proclamation du président Woodrow Wilson lors de la fête des mères le 9 mai 1914

Une proclamation présidentielle est une annonce officielle du président des États-Unis, les objets de ces proclamations sont diverses : célébration d'événement, distinction honorifique, amnistie, orientation politique. Pour qu'une déclaration fasse force de loi, il est nécessaire qu'elle soit suivie d'un executive order/décret présidentiel.

## Présentation
Les proclamations et décrets présidentiels sont des écrits officiels du président des États-Unis, ils sont directement rédigés par lui ou sous sa direction. En matière d'orientation politique, une proclamation est une exhortation, pour qu'elle devienne effective elle doit passer par plusieurs étapes : être suivie d'un décret présidentiel, puis être validée par un acte du Congrès / Act of Congress, dans certains cas elle conduira à la rédaction d'un amendement de la constitution ; exemple : l'Emancipation proclamation/proclamation de l'émancipation sera ainsi suivie du Civil Rights Act de 1866, et du Civil Rights Act de 1875 puis par les Quatorzième amendement de la Constitution des États-Unis et Quinzième amendement de la constitution des États-Unis.
La première proclamation est rédigée par le premier président des États-Unis George Washington, pour déclarer que le 4e jeudi du mois de novembre de chaque année serait célébrée la fête de Thanksgiving. Tous les présidents ont rédigé des proclamations, sauf le président James A. Garfield assassiné le 19 septembre 1881 à Elberon (New Jersey) écourtant son mandat à 6 mois.
Aux deux proclamations mises en exergue, il faut également citer la Proclamation de neutralité / Neutrality Proclamation signée par George Washington et publiée le 22 avril 1793.